# Omar Elabdellaoui
Omar Elabdellaoui (Oslo, 1991. december 5. –) norvég válogatott labdarúgó, a Bodø/Glimt hátvédje.

## Pályafutása

### Klubcsapatokban
Elabdellauoi a norvég fővárosban, Osloban született. Az ifjúsági pályafutását a helyi Sagene és Skeid csapatában kezdte, majd az angol Manchester City akadémiájánál folytatta.
2011-ben mutatkozott be a Manchester City első osztályban szereplő felnőtt keretében. 2011 és 2013 között a norvég Strømsgodset, a holland Feyenoord és a német Eintracht Braunschweig csapatát erősítette kölcsönben. a lehetőséggel élve, 2013-ban a német klubhoz szerződött. 2014-ben a görög Olimbiakószhoz igazolt. A 2016–17-es szezon második felében a Hull City-nél szerepelt kölcsönben. 2020. augusztus 17-én a török első osztályban érdekelt Galatasaray együtteséhez írt alá. 2020. szeptember 12-én, a Gaziantep ellen hazai pályán 3–1-es győzelemmel zárult mérkőzésen lépett pályára.
2022. december 2-án kétéves szerződést kötött a Bodø/Glimttel.

### A válogatottban
Elabdellaoui az U17-es, az U19-es, az U21-es és az U23-as korosztályú válogatottakban is képviselte Norvégiát.
2013-ban debütált a felnőtt válogatottban. Először a 2013. augusztus 14-ei, Svédország ellen 4–2-re elvesztett barátságos mérkőzésen lépett pályára.

## Statisztikák
2023. július 9. szerint
| Klub                                | Szezon   | Osztály             | Bajnokság | Bajnokság | Kupa  | Kupa | Nemzetközi | Nemzetközi | Összesen | Összesen |
| Klub                                | Szezon   | Osztály             | Meccs     | Gól       | Meccs | Gól  | Meccs      | Gól        | Meccs    | Gól      |
| ----------------------------------- | -------- | ------------------- | --------- | --------- | ----- | ---- | ---------- | ---------- | -------- | -------- |
| Strømsgodset (kölcsönben)           | 2011     | Tippeligaen         | 10        | 0         | 1     | 1    | —          | —          | 11       | 1        |
| Feyenoord (kölcsönben)              | 2012–13  | Eredivisie          | 5         | 0         | 0     | 0    | 1          | 0          | 6        | 0        |
| Eintracht Braunschweig (kölcsönben) | 2012–13  | 2. Bundesliga       | 14        | 0         | 0     | 0    | —          | —          | 14       | 0        |
| Eintracht Braunschweig              | 2013–14  | Bundesliga          | 29        | 1         | 1     | 0    | —          | —          | 30       | 1        |
| Olimbiakósz                         | 2014–15  | Super League Greece | 24        | 1         | 0     | 0    | 8          | 0          | 32       | 1        |
| Olimbiakósz                         | 2015–16  | Super League Greece | 21        | 2         | 1     | 0    | 7          | 0          | 29       | 2        |
| Olimbiakósz                         | 2016–17  | Super League Greece | 2         | 0         | 1     | 1    | 1          | 0          | 4        | 1        |
| Olimbiakósz                         | 2017–18  | Super League Greece | 20        | 1         | 1     | 0    | 6          | 0          | 27       | 1        |
| Olimbiakósz                         | 2018–19  | Super League Greece | 23        | 5         | 0     | 0    | 8          | 0          | 31       | 5        |
| Olimbiakósz                         | 2019–20  | Super League Greece | 28        | 1         | 3     | 0    | 16         | 0          | 47       | 1        |
| Olimbiakósz                         | Összesen | Összesen            | 118       | 10        | 6     | 1    | 46         | 0          | 170      | 11       |
| Hull City (kölcsönben)              | 2016–17  | Premier League      | 8         | 0         | 1     | 0    | —          | —          | 9        | 0        |
| Galatasaray                         | 2020–21  | Süper Lig           | 10        | 0         | 1     | 0    | 2          | 0          | 13       | 0        |
| Galatasaray                         | 2021–22  | Süper Lig           | 7         | 0         | 0     | 0    | —          | —          | 7        | 0        |
| Galatasaray                         | Összesen | Összesen            | 17        | 0         | 1     | 0    | 2          | 0          | 20       | 0        |
| Bodø/Glimt                          | 2023     | Eliteserien         | 10        | 0         | 2     | 0    | 0          | 0          | 12       | 0        |
| Összesen                            | Összesen | Összesen            | 211       | 11        | 12    | 2    | 49         | 0          | 272      | 13       |

### A válogatottban
| Válogatott | Év       | Pályára lépés | Gól |
| ---------- | -------- | ------------- | --- |
| Norvégia   | 2013     | 6             | 0   |
| Norvégia   | 2014     | 7             | 0   |
| Norvégia   | 2015     | 8             | 0   |
| Norvégia   | 2016     | 2             | 0   |
| Norvégia   | 2017     | 3             | 0   |
| Norvégia   | 2018     | 8             | 0   |
| Norvégia   | 2019     | 10            | 0   |
| Norvégia   | 2020     | 5             | 0   |
| Összesen   | Összesen | 49            | 0   |

## Sikerei, díjai
Eintracht Braunschweig
- 2. Bundesliga
  - Feljutó (1): 2012–13

Olimbiakósz
- Super League Greece
  - Bajnok (4): 2014–15, 2015–16, 2016–17, 2019–20

- Görög Kupa
  - Győztes (1): 2014–15
  - Döntős (1): 2015–16

Galatasaray
- Süper Lig
  - Ezüstérmes (1): 2020–21

## Fordítás
Ez a szócikk részben vagy egészben  az   Omar Elabdellaoui című angol Wikipédia-szócikk fordításán alapul.  Az eredeti cikk szerkesztőit annak laptörténete sorolja fel. Ez a jelzés csupán a megfogalmazás eredetét és a szerzői jogokat jelzi, nem szolgál a cikkben szereplő információk forrásmegjelöléseként.